# Günter Neubauer
Günter Neubauer (* 1. Juli 1941 in Kitzingen) ist ein deutscher Volkswirt mit den Arbeitsschwerpunkten Gesundheitsökonomie, Gesundheitsmanagement und Politikberatung.

## Leben
Günter Neubauer wuchs mit sechs Geschwistern in ländlicher Umgebung in der Nähe von Kitzingen auf. Seine Eltern waren beruflich selbstständig. Nach dem Abitur in Kitzingen 1961 war er bis 1963 zunächst als Wehrpflichtiger dann als Zeitoffizier bei der Bundeswehr. Danach studierte er Volkswirtschaftslehre an den Universitäten Würzburg und Hamburg. Bei Bruno Molitor promovierte Günter Neubauer während seiner Assistentenzeit zum Thema Sozialökonomische Probleme eines staatlichen Gesundheitsdienstes – Das Beispiel Großbritanniens.
1987 bis 1990 war Günter Neubauer Mitglied der Enquête-Kommission Strukturreform der gesetzlichen Krankenversicherung des Deutschen Bundestages, bevor er von 1991 bis 1998 dem Sachverständigenrat zur Begutachtung der Entwicklung im Gesundheitswesen angehörte. Bis zu seiner Emeritierung im Jahr 2006 war Günter Neubauer als Professor für Volkswirtschaftslehre mit den Schwerpunkten Gesundheitsökonomie und Gesundheitsmanagement an der Universität der Bundeswehr München tätig.
Aktuell ist er Direktor des Instituts für Gesundheitsökonomik München (IfG), Mitglied in mehreren Beiräten und Aufsichtsräten, unter anderem im Städtischen Klinikum München, und Vorstand von Health Care Bayern e. V. Günter Neubauer ist seit 1968 verheiratet, hat einen Sohn, der als Augenarzt tätig ist, und drei Enkel.

## Kernthesen
Günter Neubauer vertritt die Positionen der sozialen Marktwirtschaft in der Gesundheitspolitik, insbesondere eine  wettbewerbliche Mengen-, Qualitäts- und Preissteuerung in der Gesundheitsversorgung innerhalb eines staatlich gesetzten Ordnungsrahmens. Die Lösung des demografischen Risikos sieht er in einer Erhöhung der Produktivität und Verlängerung der Arbeitszeit der erwerbsfähigen Bevölkerung. Für die Förderung von Innovationen hält er eine Preisdifferenzierung nach Versicherungsstatus für sinnvoll.